# Lista över Komorernas öar

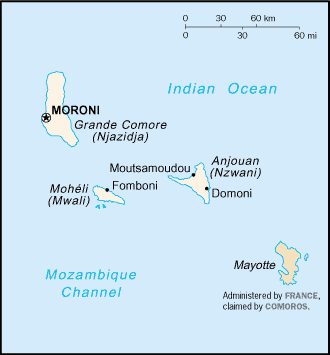
ögruppen Komorernas öar

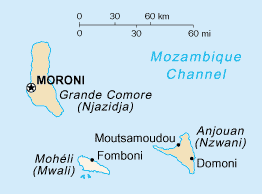
önationen Komorernas öar

Unionen Komorerna (komoriska: Udzima wa Komori, franska: Union des Comores) är indelat i 3 regioner (Îles Autonomes).
De autonoma öarna är underdelade i prefecturer, administrativt tillhör även de kringliggande småöarna till huvudön.
Tidigare var ögruppen administrativt indelad i 4 guvernement (gouvernement), då ingick även ön Mayotte (komoriska: Maore) administrativt i området. Efter Komorernas självständighet 6 juli 1975 valde invånarna på Mayotte att kvarstå under franskt styre.
Den 23 december 2001 hölls en folkomröstning i Komorerna, därefter ändrades nationens namn officiellt till ”Union des Comores” och guvernementen till ”Île Autonome”.

## Autonoma öarna
| nr | distrikt                 | huvudort  | yta (km²) | prefekturer |
| -- | ------------------------ | --------- | --------- | ----------- |
| 1  | Njazidja (Grande Comore) | Moroni    | 1 147     | 8           |
| 2  | Mwali (Mohéli)           | Fomboni   | 290       | 3           |
| 3  | Ndzuwani (Anjouan)       | Mutsamudu | 424       | 5           |
|    | Unionen Komorerna        |           | 1 861     | 16          |